# Брэкетт, Сара
Сара Брэкетт (англ. Sarah Evershed Brackett, 13 мая 1938, Лейк-Форест, Иллинойс — 17 июня 1996, Вестминстер, Большой Лондон) — американская актриса кино и телевидения, работавшая в основном в Великобритании.
Родителями Брэкетт были Уильям Оливер Брэкетт, пресвитерианский священник, и его жена Нэнси Алексис Томпсон, родившаяся в Шотландии. Они поженились в Эдинбурге в 1931 году, а С. Брэкетт родилась в Лейк-Форесте, штат Иллинойс. В 1945 году её отец умер, и мать решила вернуться домой, поэтому с семи лет Брэкетт воспитывалась в Шотландии. Она обучалась актёрской карьере в Эдинбургском колледже речи и драмы. В своей статье в журнале Spotlight в 1966 году она сообщила, что свободно говорит на французском и немецком языках.
Брэкетт начала свою карьеру в театре. В 1960 году она была в репертуаре театра Byre в Сент-Андрусе, а в 1961 году сыграла Порцию в постановке «Венецианского купца» в Репертуарном театре Колчестера. Она также появлялась в мюзиклах Вест-Энда, включая «Забавная история, случившаяся по дороге на Форум» в театре Стрэнд, а в постановке «Смешная девчонка» в театре Принца Уэльского в 1966 году она сыграла Веру, танцовщицу.
В последний раз она работала актрисой в конце 1980-х. 3 июля 1996 года она была найдена мёртвой в возрасте 58 лет в своей квартире в Вестминстере, Лондон. Причиной смерти было признано самоубийство, а предполагаемой датой — 17 июня.